# Kokane
Kokane, pseudonimo di Jerry Buddy Long, Jr. (Pomona, 10 marzo 1971), è un rapper statunitense, principalmente celebre per la sua collaborazione nell'album 2001 di Dr. Dre ed in The Last Meal di Snoop Dogg, grazie al quale ha firmato un contratto con la Dogghouse Records.

## Carriera
Figlio del compositore della Motown Jerry Long, Sr, Kokane inizia la propria carriera con la Ruthless Records di Eazy-E, scrivendo alcuni brani per N.W.A ed Above the Law.
La sua prima pubblicazione sa solista, Addictive Hip Hop Muzick viene pubblicato nel 1991 accreditato a nome "Who Am I?".
Successivamente lavora per la Koch Records, e forma un nuovo gruppo, The Hood Mob, di cui fanno parte lui, Cricet e Contraband. Il 3 luglio 2006 il gruppo pubblica l'album The Hood Mob.
Nel corso della sua carriera ha collaborato con artisti come Above the Law, N.W.A., Eazy-E, Snoop Dogg, Dr. Dre, Tha Eastsidaz, Cypress Hill, E-40, Nipsey Hussle, fra gli altri.

## Discografia
- 1991 - Addictive Hip Hop Muzick
- 1994 - Funk Upon a Rhyme
- 1999 - They Call Me Mr. Kane
- 2002 - Gangstarock (con Gentry)
- 2004 - Don't Bite the Funk Vol. 1
- 2005 - Mr. Kane, Pt. 2
- 2006 - Back 2 tha Clap
- 2006 - Pain Killer'z
- 2006 - The Hood Mob (con i The Hood Mob)
- 2008 - The Album (con Raine N Lane)
- 2010 - Gimme All Mine
- 2011 - Jerry B Long

### Filmografia
- The Wash, regia di DJ Pooh (2001)
- Old School (2003)